# لويس دي لانوي
لويس دي لانوي (بالفرنسية: Louis Delannoy)‏ ولد بتاريخ 16 يونيو 1902 في أنتويرب، وتوفي في 7 فبراير 1968 في أنتويرب، كان دراج بلجيكي في صنف سباق الدراجات على الطريق.

## سجل النتائج

### سباقات أو مراحل فاز بها
- طواف فرنسا

## وصلات خارجية
- الموقع الرسمي

## روابط خارجية
- لويس دي لانوي على موقع أرشيف الدراجات (الإنجليزية)
- لويس دي لانوي على موقع إحصائيات الدراجات الإحترافية (الإنجليزية)
- لويس دي لانوي على موقع CycleBase (الإنجليزية)